# Contrefossé
Een contrefossé is een supplementaire gracht die bij vestingwerken voor de gewone vestinggracht (fossé) wordt aangelegd. Beide konden zowel droog als nat zijn.
In de Middeleeuwen en de zestiende en zeventiende eeuw werd deze techniek nogal eens toegepast, vooral bij moeilijker verdedigbare vestingen. Vaak werd de contrefossé niet op gelijke hoogte aangelegd, en meestal bevond zich een escarp of contrescarp tussen de fossé en de contrefossé. Bij dreiging konden beide grachten worden gevuld met water, om bestorming van de vesting te beletten, zo niet op zijn minst te bemoeilijken.
acces · affuit · approche · arsenaal · banket · barbacane · barbette · bastion · bastei · batterij · bedekte weg · beer · berm · blokhuis · bolwerk · borstwering · bres · buitenwerk · bunker · bonnet-traverse · caponnière · circumvallatielinie · citadel · contravallatielinie · contre-approche · contrefossé · contregarde · coupure· contrescarpe · courtine · couvre-face · cunette · damsluis · Dienst der Fortificatiën · demi-lune · dwingel · enveloppe · erkertoren · escarpe · face · faussebraye · flank · flèche · fort · fossé · glacis · gracht · halve maan · hamei · hoornwerk · inundatie ·  inundatiekanaal · inundatiesluis · Italiaans vestingstelsel · kat · kazemat · keel · kroonwerk · kruithuis · landpoort · linie · lunet · mezekouw · Nieuw Nederlands Vestingstelsel · onderwal · ontmanteling · opril · Oud-Nederlands vestingstelsel · palissade · papenmuts · plongee · polygonaal stelsel · poortgebouw · poterne · pulvertoren · ravelijn · redan · redoute · reduit · retranchement · rondeel · saillant · sas · schans · schietgat · schilderhuis · schootsveld · singel · sortie · stadsmuur · stadspoort · tamboer · terreplein · tenaille · tobruk · torenfort · traverse · valhek · verdedigingswerk · vesting · vestingstad · voorwerk · wal · walstraat · waltoren · wapenplaats · waterlinie · waterpoort · weermuur · wolfskuil · zwaluwstaart